# Acacia lingulata
Acacia lingulata é uma espécie de leguminosa do gênero Acacia, pertencente à família Fabaceae.